# Locher (Familienname)
Locher ist ein deutscher Familienname.

## Namensträger

### A – K
- Adolf Locher (1906–1988), Schweizer Unternehmer
- Albert Locher (Politiker, 1849) (1849–1914), Schweizer Politiker (DP) im Kanton Zürich
- Albert Locher (Politiker, 1856) (1856–1917), Schweizer Politiker (FDP) im Kanton Bern
- Andreas Locher (1857–1927), deutscher Verwaltungsbeamter
- Barbara Locher, Schweizer Sängerin (Sopran) und Hochschullehrerin
- Benjamin G. Locher (1909–1987), deutscher Theologe
- Bonifaz Locher (1858–1916), deutscher Maler und Freskant
- Carl Locher (Organist) (1843–1915), Schweizer Organist und Orgelfachmann
- Carl Ludvig Thilson Locher (1851–1915), dänischer Maler, Radierer und Grafiker
- Charles Hall Locher (1915–1979), US-amerikanischer Schauspieler, siehe Jon Hall (Schauspieler)
- Cyrus Locher (1878–1929), US-amerikanischer Politiker
- Eduard Locher (1840–1910), Schweizer Ingenieur, Erfinder und Unternehmer
- Emilie Locher-Werling (1870–1963), Schweizer Mundartschriftstellerin
- Eugen Locher (1890–1946), deutscher Rechtswissenschaftler
- Felix Locher (1882–1969), Schweizer Erfinder und Schauspieler
- Franz Locher (* 1965), italienischer Politiker
- Friedrich Locher (Jurist) (1820–1911), Schweizer Jurist, Politiker und Journalist
- Friedrich Locher (Offizier) (1842–1906), Schweizer Divisionär und Unternehmer
- Georg Locher (1857–1951), deutscher Unternehmer und Politiker
- Gordon L. Locher (1904–1964), US-amerikanischer Physiker
- Gottfried Locher (Maler) (1735–1795), Schweizer Zeichner, Maler und Freskant
- Gottfried W. Locher (Theologe) (Gottfried Wilhelm Locher; * 1966), Schweizer Pfarrer und Theologe
- Gottfried Wilhelm Locher (Theologe) (1911–1996), Schweizer Pfarrer und Theologe
- Hans Locher (Architekt) (1843–1903), deutscher Architekt
- Hans Locher (* 1920), Schweizer Ingenieur
- Hans Locher-Balber (1797–1873), Schweizer Augenarzt, Pharmakologe und Hochschullehrer
- Hans Locher-Wild (1823/1824–1873), Schweizer Mediziner und Hochschullehrer
- Horst Locher (1925–2011), deutscher Rechtsanwalt und Rechtswissenschaftler
- Hubert Locher (Journalist) (1926–2014), deutscher Journalist und Historiker
- Hubert Locher (Kunsthistoriker) (* 1963), Schweizer Kunsthistoriker und Herausgeber
- Jakob Locher (Philomusus; 1471–1528), deutscher Dramatiker, Philologe und Übersetzer
- Joel Locher (* 1982), schweizerisch-deutscher Jazzmusiker
- Johann Emanuel Locher (1769–um 1815), Schweizer Maler und Radierer

- Johann Jakob Locher (Unternehmer, 1806) (1806–1861), Schweizer Bauunternehmer
- Johann Jakob Locher (Auswanderer) (* um 1829, † 1870 in Sunbury, Australien)
- Johann Jakob Locher (Unternehmer, 1841) (1841–1900), Schweizer Textilunternehmer und Politiker
- Josef Locher (Politiker), deutscher Politiker (Zentrum)
- Josef Locher (Landwirt) (1878–1964), deutscher Landwirt, Mitglied der Vorläufigen Volksvertretung für Württemberg-Baden
- Klaus Locher, deutscher Volkswirt und Hochschullehrer
- Kurt Locher (Verwaltungsjurist) (1917–1991), Schweizer Verwaltungsjurist
- Kurt Locher (Hockeyspieler) (* 1938), Schweizer Hockeyspieler

### L – Z
- Luca Locher (* 1999), Schweizer Unihockeyspieler
- Michael Locher (Mick Locher; * 1956), deutscher Fernsehmoderator
- Miriam Locher (* 1982), Schweizer Politikerin (SP)
- Miriam A. Locher (* 1972), Schweizer Anglistin
- Otto Locher (1910–1985), Schweizer Politiker (BGB) und Schriftsteller
- Paul Locher, deutscher Fußballspieler
- Peter Locher (* 1944), Schweizer Rechtswissenschaftler
- Sandra Locher Benguerel (* 1975), Schweizer Politikerin (SP)
- Sebastian Locher (1825–1889), deutscher Lehrer und Heimatforscher
- Stefan Locher (* 1968), deutscher Ruderer
- Steve Locher (* 1967), Schweizer Skirennläufer
- Theo Locher (1921–2010), Schweizer Parapsychologe
- Thomas Locher (* 1956), deutscher Künstler
- Wolfgang G. Locher (* 1951), deutscher Arzt und Medizinhistoriker